# Smashed
Smashed ist eine 2012 erschienene US-amerikanische Tragikomödie des Regisseurs James Ponsoldt. In den Hauptrollen spielten Mary Elizabeth Winstead und Aaron Paul. Die Filmpremiere fand am 22. Januar 2012 auf dem Sundance Film Festival 2012 statt, wo der Film den U.S. Dramatic Special Jury Prize for Excellence in Independent Film Producing gewann. Der Film lief am 12. Oktober 2012 in den US-amerikanischen und am 9. Mai 2013 in den deutschen Kinos an.

## Handlung
Kate und Charlie sind ein junges Ehepaar, dessen Verbindung auf der Liebe zu Musik, Spaß und insbesondere Trinken beruht. Als Kates Trinksucht sie in gefährliche Situationen bringt und sie zudem ihren Job als Lehrerin riskiert, entscheidet sie sich den Anonymen Alkoholikern beizutreten, um trocken zu werden. Mit der Hilfe ihrer Freundin und Gruppen-Mentorin Jenny sowie dem stellvertretenden Rektor ihrer Schule, dem ungeschickten, aber wohlwollenden Mr. Davies, macht Kate gesundheitliche Fortschritte und ist auf einem guten Weg, ihr Leben wieder in den Griff zu kriegen. Allerdings hatte Kate nicht damit gerechnet, dass das Nüchternsein seine ganz eigenen Probleme mit sich bringt. Ihr neues „trockenes“ Leben bringt das problematische Verhältnis zu ihrer Mutter ans Tageslicht und konfrontiert sie mit den Lügen, die sie ihrem Arbeitgeber gegenüber erzählte. Letztlich muss sie sich die Frage stellen, ob ihre Beziehung zu Charlie auf Liebe beruht oder auf der gemeinsamen Suche nach berauschter Abwechslung vom Erwachsensein.

## Produktion und Veröffentlichung
Am 21. September 2011 kündigte Super-Crispy Entertainment an, dass Mary Elizabeth Winstead und Aaron Paul in den Hauptrollen zu sehen seien, zusammen mit Octavia Spencer und Nick Offerman in den Nebenrollen. James Ponsoldt führte von einem Drehbuch Regie, das er zusammen mit Susan Burke geschrieben hat.
Die Dreharbeiten waren am 22. Oktober 2011 abgeschlossen, und Smashed wurde am 30. November 2011 in das Programm des Sundance Film Festival aufgenommen.
Am 25. Juli 2012, berichtete Variety.com, dass Smashed auch auf dem Deauville American Film Festival – welches vom 31. August bis 9. September lief – gezeigt werde. Smashed wurde ebenfalls auf dem Toronto International Film Festival 2012 gezeigt.
Smashed wurde von Sony Pictures Classics am 5. Februar 2012 aufgenommen und ab dem 12. Oktober 2012 in den Kinos gezeigt.

## Soundtrack
Der Soundtrack wurde auf Film Music Reporter am 21. September 2012 veröffentlicht. Der Soundtrack von Lakeshore Records, wurde am 9. Oktober 2012 digital veröffentlicht.
1. „Shower and a Beer“ – Andy Cabic & Eric D. Johnson
2. „I Want to See the Bright Lights Tonight“ – Richard and Linda Thompson
3. „Wake Up and Run“ – Andy Cabic & Eric D. Johnson
4. „Someone2Dance“ – Bart Davenport
5. „Highland Park Bike Ride“ – Andy Cabic & Eric D. Johnson
6. „Por Ti“ – Omero Guerrero
7. „Dreams-Come-True-Girl“ – Cass McCombs
8. „Lake Arrowhead“ – Andy Cabic & Eric D. Johnson
9. „When the Shelter Came“ – Dark Meat
10. „Santa’s Village“ – Andy Cabic & Eric D. Johnson
11. „Planet of Women“ – Sonny & The Sunsets
12. „One More Game of Croquet“ – Andy Cabic & Eric D. Johnson
13. „Our Anniversary“ – Smog